# HD 1
HD 1为仙王座距地球1,289.2光年的恒星，为历元1900.0赤经最小的9等以上恒星。